# Heliconius melpomene
Heliconius melpomene is een vlinder uit de familie Nymphalidae, die voorkomt van Centraal-Amerika tot de Regio Zuid van Brazilië. 

## Kenmerken
De soort heeft lange vleugels met een oranje streep onderaan beide voorvleugels. De soort kent vele vormen en lijkt daardoor soms op Heliconius erato. Heliconius melpomene is giftig en heeft rode patronen op haar vleugels. 
De rups is wit en heeft zwarte stipjes. De kop is oranjegeel en het lichaam is overdekt met stekels.

## Leefwijze
De vlinder bezoekt bloemen van het geslacht Psiguria, maar ook Lantana en Hamilia.

## Waardplanten
De rups van de soort eet passiebloemen.

## Synoniemen
- Papilio melpomene Linnaeus, 1758
- Papilio lucia Stoll, 1781
- Heliconius melpomene var. tyche Bates, 1862
- Heliconius hippolyte Bates, 1862
- Heliconius rufolimbatus Butler, 1873
- Heliconius mutabilis Butler, 1877
- Heliconius funebris Möschler, 1877
- Heliconius amor Staudinger, 1885
- Heliconius timareta ab. erebia Riffarth, 1900
- Heliconius melpomene ab. atrosecta Riffarth, 1900
- Heliconius melpomene ab. lucinda Riffarth, 1900
- Heliconius melpomene ab. melpomenides Riffarth, 1900
- Heliconius melpomene ab. karschi Riffarth, 1900
- Heliconius melpomene var. melanippe Riffarth, 1900
- Heliconius melpomene ab. diana Riffarth, 1900
- Heliconius gaea Riffarth, 1901
- Heliconius jussa Riffarth, 1901
- Heliconius justina Riffarth, 1901
- Heliconius melpomene melpomene ab. collis Joicey & Kaye, 1917
- Heliconius melpomene melpomene ab. primus Joicey & Kaye, 1917
- Heliconius melpomene melpomene ab. melpina Joicey & Kaye, 1917
- Heliconius melpomene cybele ab. dianides Joicey & Kaye, 1917
- Heliconius melpomene cybele ab. elegantula Joicey & Kaye, 1917
- Heliconius melpomene cybele ab. maris Joicey & Kaye, 1917
- Heliconius melpomene eltringhami Joicey & Kaye, 1917
- Heliconius melpomene melponene ab. compacta Joicey & Kaye, 1919
- Heliconius melpomene melpomene ab. faivrei Joicey & Kaye, 1919
- Heliconius melpomene f. flavorubra Neustetter, 1926
- Heliconius melpomene f. lydia Neustetter, 1926
- Heliconius melpomene f. luteipicta Neustetter, 1926
- Heliconius melpomene f. aurelia Neustetter, 1926
- Heliconius melpomene f. bang-haasi Neustetter, 1926
- Heliconius melpomene f. rubroflammea Neustetter, 1927
- Heliconius melpomene f. laurentina Neustetter, 1927
- Heliconius melpomene f. rufolinea Neustetter, 1928
- Heliconius melpomene f. trimacula Neustetter, 1931

## Ondersoorten
- Heliconius melpomene melpomene
- Heliconius melpomene aglaope Felder & Felder, 1862
- Heliconius melpomene amandus Grose-Smith & Kirby, 1892
- Heliconius melpomene amaryllis Felder & Felder, 1862
- Heliconius melpomene anduzei Brown & Fernández Yépez, 1984
  - holotype: "male. 12.IV.1965, F. Fernández Yépez" IZA, Universidad Central de Venezuela, Maracay, Aragua, Venezuela.
  - typelocatie: "Venezuela, Ocamo, Territorio Federal Amazonas"[1]
- Heliconius melpomene burchelli Poulton, 1910
- Heliconius melpomene cythera Hewitson, 1869
- Heliconius melpomene euryades Riffarth, 1900
- Heliconius melpomene malleti Lamas, 1988
- Heliconius melpomene meriana Turner, 1967
- Heliconius melpomene nanna Stichel, 1899
- Heliconius melpomene penelope Staudinger, 1894
- Heliconius melpomene plesseni Riffarth, 1907
- Heliconius melpomene porphyrus Kaye, 1907
- Heliconius melpomene rosina Boisduval, 1870
- Heliconius melpomene thelxiope (Hübner, 1806)
- Heliconius melpomene thelxiopeia Staudinger, 1897
- Heliconius melpomene vicinus Ménétriés, 1875
- Heliconius melpomene vulcanus Butler, 1865
- Heliconius melpomene xenoclea Hewitson, 1853